# Fuente Magna
Il Fuente Magna, conosciuto anche come Vaso Fuente, è un manufatto scoperto in Bolivia, attualmente al centro di numerose controversie. Alcune parti del vaso sarebbero scritte in caratteri cuneiformi Sumero e proto sumero.
È un vaso molto grande, assomigliante a un vaso per libagioni, utilizzato probabilmente durante cerimonie religiose. Venne consegnato nel 1960 dalla famiglia Manjon al municipio di La Paz. Si pensa sia stato trovato anni prima da agricoltori presso la località di Chua, a 70 chilometri da La Paz, presso il lago Titicaca.
Attualmente si trova in un piccolo museo in Calle Jaén, La Paz, in Bolivia; Museo de metales preciosos "Museo de Oro"  .